# Vegeta

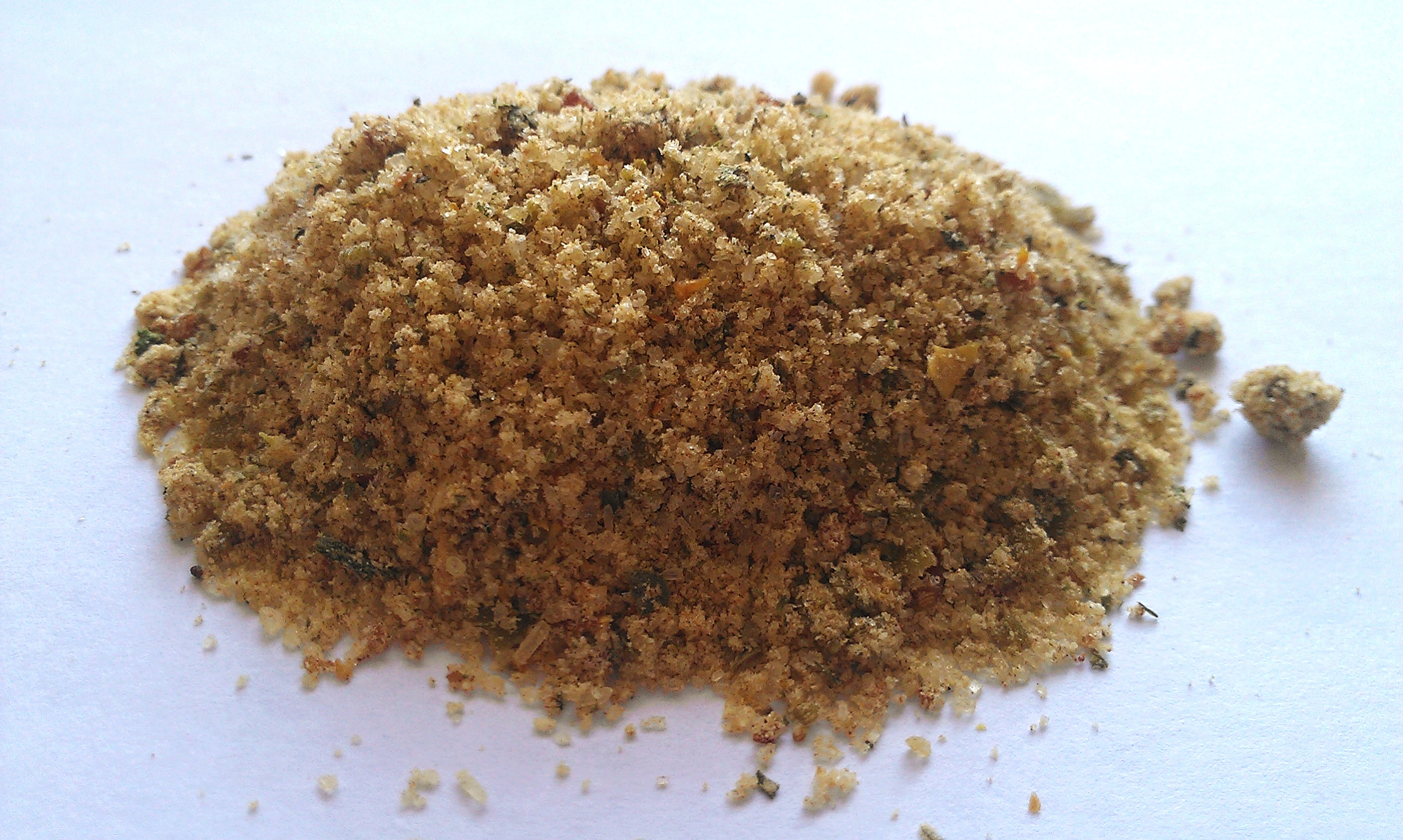
Vegeta

Vegeta je celosvětově prodávaná přísada do jídla. Tvoří ji směs koření a různých druhů zeleniny. Vegeta byla vytvořena v roce 1958 v laboratořích společnosti Podravka týmem profesorky Zlaty Bartlové, pocházející z bosenského Sarajeva. Výrobek byl uveden na trh v Jugoslávii v roce 1959 pod názvem „Vegeta 40“ a záhy se stal velmi populárním. Tím i mnohonásobně vzrostla jeho výroba. Roku 1967 byla Vegeta 40 poprvé exportována do Maďarska a SSSR. Vegeta firmy Podravka neobsahuje glutamát sodný. V České republice je vlastníkem ochranné známky od roku 1969 společnost Vitana.
V České republice je Vegeta vyráběna společností Vitana ve výrobním závodu ve Varnsdorfu. Vitana nabízí tři typy Vegety: Vegetu Original, Pikant a Bylinkovou. Vegety s příchutí (bylinková a pikant) jsou bez přidaného glutamátu a konzervačních látek.
Vegeta Original obsahuje: karotku, petržel, cibuli, pastinák, celer, libeček, česnek, cukr, přírodní zeleninové aroma, jedlou sůl, látku zvýrazňující chuť a vůni.
Vegeta Pikant obsahuje:  papriku sladkou mletou 14 %, česnek sušený mletý, cibuli sušenou mletou, cukr, zázvor mletý, pepř černý mletý, pepř červený drcený, list petržele , chilli chipotle mleté 0,5 %, celer kořen sušený mletý a jedlou sůl.
Vegeta Bylinková obsahuje: bazalku, oregáno, šalvěj, rozmarýn, česnek, cibuli, pastinák, papriku červenou, petrželovou nať, rajčata, celer, bobkový list, glukózu, jedlou sůl a  barvivo riboflavin.